# Online hulpverlening
Online hulpverlening is een begrip uit het welzijnswerk. Het betreft elke interventie die informatie- en communicatietechnologie (ICT) gebruikt om de primaire zorg, advies, hulp, ondersteuning, begeleiding, behandeling of nazorg te realiseren. Het gaat om interventies die de cliënt of het cliëntsysteem ondersteunen in relatie tot zijn omgeving om het welzijn te verhogen in de ruime zin van het woord. Onlinehulp verloopt grotendeels via chat en gebruikt communicatievaardigheden en -technieken zoals schermschrijven, vraagverheldering, het benoemen van gevoelens en het afbakenen van het onderwerp. Symbolen en emoticons ondersteunen de communicatie. Onlinehulp heeft het voordeel dat het taboes zoals zelfdoding, misbruik of depressie makkelijker bespreekbaar maakt. Een ander voordeel is dat internet de hulp anders zichtbaar maakt.

## Historiek
Begin deze eeuw maakte internet zijn intrede in het sociaal werk. Vanuit diverse motieven zoals het drempelverlagende en de zoektocht naar nieuwe doelgroepen, experimenteren pioniers aanvankelijk met chat en e-mail, later met websites en sociale netwerken. Tele Onthaal begon in 2002 als eerste in Vlaanderen met een online-aanbod. Chathulp sloot aan bij de veranderende jongerencultuur. De Jongeren Advies Centra (JAC's) merken in die tijd hulpvragen via e-mail. Onverwacht en onbedoeld ging een nieuwe poort open. Een verontrustende evolutie volgens sommige hulpverleners, maar voor een meerderheid interessant en vol mogelijkheden. JAC's zetten de onlinehulp aanvankelijk in als extra toeleiding, later wordt het voor sommige jongeren een voorwaarde tot contact. Ze verwachten dat de hulpverlener hun e-mail ernstig neemt. Een pilootproject rond MSN Messenger eindigde in 2003 omwille van ontoereikende veiligheid en privacy. Op MSN kan iedereen zich voordoen als hulpverlener en de privégesprekken kunnen op de pc achterblijven voor derden. Een zoektocht naar aangepaste software startte. Een paar jaar later zorgden enkele JAC's voor een aanbod van 13 uur wekelijks online beschikbaarheid via een veilige en private chat. In 2009 zetten 2360 jongeren via chat en 5581 via e-mail hun eerste stap naar het Centrum Algemeen Welzijnswerk waar een JAC deel van uitmaakt. De huidige JAC aanwezigheid op sociale netwerksites staat vooral in functie van bekendmaking. Jongeren nemen er deel aan polls, activiteiten, spelletjes en maken er niet-problematisch kennis met het JAC. Sommige JAC’s gaan verder en gebruiken Netlog of Facebook als tweede voordeur en spreken er jongeren rechtstreeks aan. In 2011 is JAC-Online een groeiend netwerk: 24 JAC’s bieden wekelijks 60 uur online permanentie. Ze werken samen met Sensoa en Jongereninformatie.be.

## Vlaanderen beent bij
Tussen 2006 en 2009 nam de onlinehulpverlening in Vlaanderen toe. Met Awel, de JAC’s, Tele-Onthaal en het Centrum ter preventie van zelfdoding zochten knowhow en goede voorbeelden. De behoefte om van elkaar te leren op vlak van methodiek, vorming en kwaliteit en de zoektocht naar betere en betaalbare software, gaf de aanleiding voor OHUP, het Online Hulp Uitwisselingsplatform. Na een jaar bestond OHUP uit zeven erkende organisaties en voerden 120 vrijwilligers en beroepskrachten zo’n 5000 onlinegesprekken. 
Nederland was toen al een tijd bezig met onlinehulp. De Stichting e-hulp, Korrelatie, Sensoor (vroeger SOShulp) en het Trimbosinstituut vormden een inspiratiebron voor Vlaanderen. Vanuit de eerstelijnshulp groeide de nood aan een methodiek voor ondersteunende en adviserende chat. Eind 2007 startte het eerste academisch onderzoek naar onlinehulpverlening in het welzijnswerk in Vlaanderen. Deze samenwerking van OHUP, Tele-Onthaal, de Gentse Artveldehogeschool en Cera resulteerde in 2009 in de ‘Ch@tlas’, een methodiek voor chathulp in het eerstelijnswelzijnswerk.
In 2010 voerde de Kinder- en Jongerentelefoon 38.745 gesprekken, waarvan 65% per e-mail, chat of een forum. Het aantal telefonische oproepen daalde dat jaar met 26%.

## Voordelen

### Controlegevoel
Hulpzoekers beslissen in grote mate zelf welk beeld ze van zichzelf geven, hoeveel ze vertellen en of ze al dan niet onbekend blijven. De hulpverlener blijft op afstand en verdwijnt met één muisklik. Dit controlegevoel verklaart waarom jongeren graag via e-kanalen communiceren. Praten over emoties kan verwarrend of pijnlijk zijn. Die emoties blijven bij online hulp verborgen achter de pc. Schaamte of de angst voor ongemakkelijke stiltes, het niet vinden van de juiste woorden voorkomt dat mensen hulp zoeken.

### Taboe en vertrouwen
Online zijn cliënten minder geremd. Online gesprekken gaan over taboe-onderwerpen die nauwelijks aan bod komen bij face tot face contact: misbruik, zelfdoding, (gezins)relaties en seksualiteit, zelfbeleving en identiteitsproblemen, stress en draagkracht. Administratieve, juridische, materiële of financiële problemen komen nauwelijks aan bod. Waar face to face diverse gesprekken nodig zijn om vertrouwen te scheppen, gaat dit online sneller. Dit vergroot de kans dat iemand in een vroeger stadium bij de hulpverleneraar aanklopt. 
Daarnaast zorgt de tijd die men neemt bij het schrijven voor meer zelfreflectie en zelfinzicht, hoeven cliënten zich niet te verplaatsen, zijn er geen reiskosten en een afspraak maken is onnodig.

## Aandachtspunten

### Voor cliënt, organisatie en hulpverlener
Ondanks de voordelen, zijn er uitdagingen verbonden aan e-hulp. Het vraagt van de organisatie het herbekijken van de middelen- en tijdsverdeling. Van de hulpverlener vereist het bijkomende competenties en aangepaste methodieken. Immers, voor de hulpverlener is het moeilijk om te reageren op specifieke gevoelens en emoties via tekst. Voor de hulpzoekers die zich verward voelen of over hun toeren zijn, is het een uitdaging om te schrijven wat ze bedoelen. Dit kan leiden tot misverstanden. Vermits onlinehulp vaak zwaardere thema’s behandelt, vereist dit een grote concentratie van de hulpverlener. De wachttijden, de openingsuren en de conversatietijd blijven zowel in online als in offline context een aandachtspunt.

### Online ethiek
Onlinehulp zorgt bij hulpverleners voor nieuwe morele dilemma’s. In het handboek Onlinehulpverlening bespreekt Frank Schalken de ethiek van onlinehulp. Het ontbreken van non-verbale communicatie, beeld, geluid en geur levert ethische dilemma’s op. Krijgt een hulpvrager de ruimte om online anders te zijn dan in werkelijkheid? Mogen medewerkers zich mengen in een discussieforum zonder zich bekend te maken? Mogen medewerkers cliënten googelen? Wat met situaties waarbij de integriteit van de cliënt in het gedrang komt? Waar liggen de grenzen van de vertrouwelijkheid en wanneer worden zaken gemeld? Transparantie en duidelijkheid zorgen dat de kans op ethische kwesties verkleint (Schalken, 2010, Stas, 2008).